# メサラジン
メサラジン（Mesalazine）は、メサラミン（mesalamine）とも呼ばれる抗炎症薬の一つで、潰瘍性大腸炎、クローン病の炎症を治療するのに使用される。5-アミノサリチル酸（5-ASA）とも言われる。結核の治療薬パラアミノサリチル酸（4-アミノサリチル酸、PAS）の位置異性体。
商品名はアサコール（Asacol、ゼリア新薬工業）、ペンタサ（Pentasa、杏林製薬）、リアルダ（Lialda、持田製薬）。潰瘍性大腸炎の第一選択薬であり、軽度から中度の患者の治療に使われる。ペンタサは1996年より、アサコールは2009年に錠剤として販売され始めた。ペンタサは錠剤・顆粒剤・坐剤・注腸剤、リアルダはフィルムコーティング錠としても販売されている。

## 概要
元来使われていたサラゾスルファピリジンの副作用を解消するために開発された。サラゾスルファピリジンの成分のうち副作用の原因となっていたスルファピリジンを除き、有効成分5-アミノサリチル酸のみを取り出した治療薬。
大腸に届く前に小腸で吸収されてしまうことも多いため、ペンタサでは腸溶性の被膜コーティングを、アサコールではpH依存型の被膜コーティングを施行し、胃では溶けずに小腸から大腸にわたって徐々に溶けて、大腸に到達してから5-ASAが放出されるように工夫されている。 リアルダはpH依存型コーティングに加え、マルチマトリックスによる大腸全域における徐放性を持つ。
5-ニトロサリチル酸を水酸化カリウム/ラネーニッケル触媒と反応させる事によって合成。

5-ASAの合成

中学卒業時から長く潰瘍性大腸炎を患っていた元内閣総理大臣・安倍晋三がアサコールで飛躍的に症状が改善したと報じられ、復活したことで注目を集めた（なお、安部のように従来のペンタサでは小腸で大半が吸収され、十分な治療効果を得られずステロイドによる寛解導入を繰り返す症例が多数存在した。一方、アサコール及びリアルダの開発によって、従来の5-ASA製剤では寛解維持不可能だった症例が改善した例は複数ある。）。

## 副作用
一般的な副作用は、下痢、吐き気、痙攣、腹の張りであるが、稀に頭痛、症状の悪化、超過敏反応（吹き出物、蕁麻疹等）、脱毛、急性膵炎、肝炎、ネフローゼ症候群、血液疾患（無顆粒球症、再生不良性貧血、白血球減少症、好中球減少症、血小板減少症等）が起こることもある。
サラゾスルファピリジンより副作用は少ないが、稀に以下の副作用が起こる。
- アレルギーの肺の反応
- アレルギー性心筋炎
- メトヘモグロビン血症

重大な副作用は、
- 骨髄抑制、再生不良性貧血、汎血球減少症、無顆粒球症、白血球減少症、好中球減少症、血小板減少症
- 心筋炎、心膜炎、胸膜炎、間質性肺疾患、膵炎、間質性腎炎、ネフローゼ症候群、腎不全、肝炎、肝機能障害、黄疸

である（全て頻度不明）。